# Ammar ibn Yasir

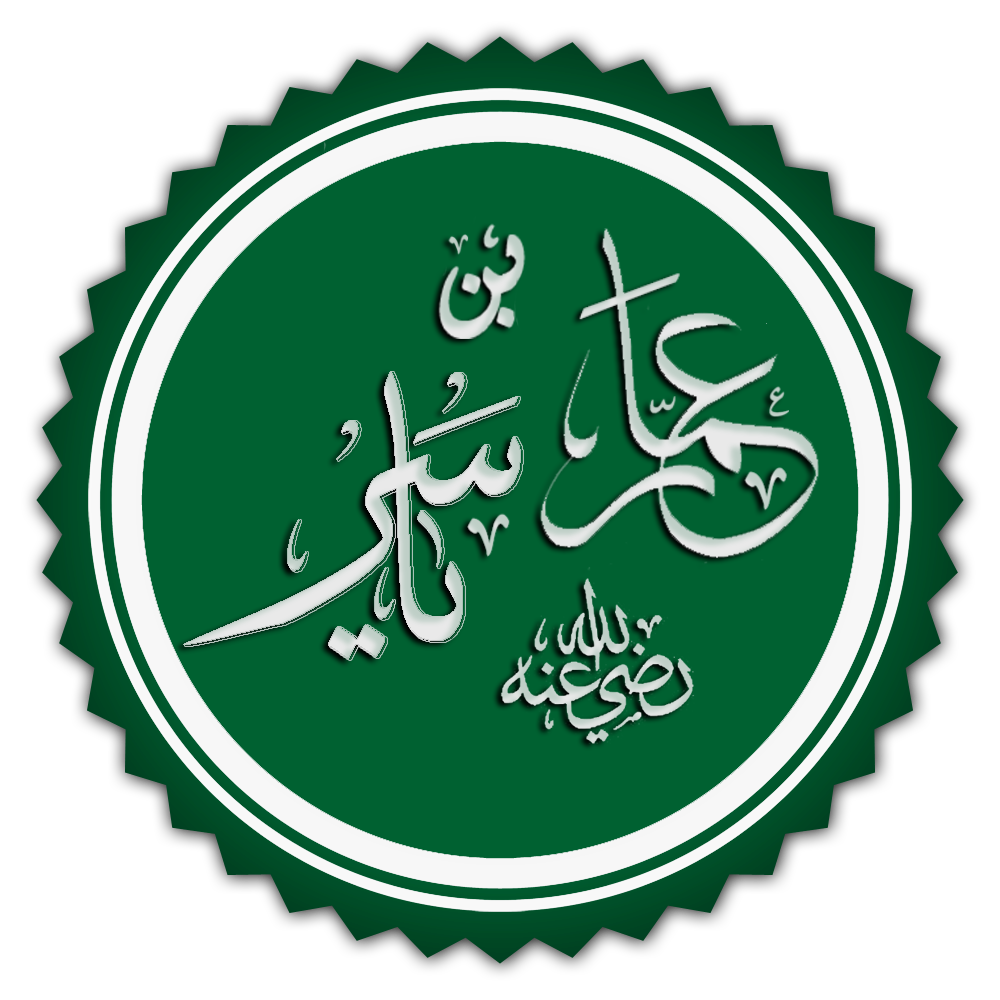
ʿAmmār ibn Yāsir

ʿAmmār ibn Yāsir (in arabo عَمار بن ياسر‎?; La Mecca, ... – Siffin, luglio 657) è stato uno dei più noti Sahaba e fu in origine uno schiavo dei Banu 'Adi che, convertitosi all'Islam, fu acquistato da Abū Bakr dal suo originario padrone per essere immediatamente liberato. Secondo la Shi'a, è uno dei quattro Compagni che divennero seguaci anche di ʿAlī ibn Abī Ṭālib, ricordati pertanto come i primi sciiti.
Fu anche uno dei Muhajirun.

## Prima dell'Islam
ʿAmmār nacque nell'Anno dell'elefante, il medesimo anno cioè in cui nacque Maometto. Era schiavo del clan meccano dei B. ʿAdī. ʿAmmār fu un amico di Maometto anche prima della Rivelazione in cui Allah, tramite l'angelo Gabriele, lo avvertì di essere stato prescelto come Suo ultimo profeta. Fu uno degli intermediari ( wālī ) per il suo matrimonio con Khadija bint Khuwaylid.

## Conversione
Sua madre era Sumayya bint Khabbab, settima persona a convertirsi all'Islam. Suo padre era invece Yāsir b. ʿĀmir. Yāsir e sua moglie furono tra i primi, al di fuori della famiglia del Profeta e dei suoi più intimi amici, ad abbracciare la fede predicata da Maometto. Per questo si dice fossero torturati e crocifissi dagli Ipocriti ( Munāfiqūn ) nell'ultimo anno che precedette l'Egira. Per questo entrambi sono indicati come i primi martiri ( shahīd ) dell'Islam.

## La sua tortura
Abū Jahl era solito sottoporre a tortura i seguaci del Profeta, nel caso fossero stati schiavi e senza protettori. La famiglia di ʿAmmār aveva già, per questo motivo, pagato un prezzo altissimo pur di restare fedele alla sua fede, e sua madre e suo padre erano morti sotto i colpi di Abū Jahl.
ʿAmmār e Bilāl ibn Rabah dovettero affrontare le stesse traversie ma sfuggirono alla morte, in quanto Abū Bakr li soccorse mentre, assieme a vari altri musulmani di umile condizione, erano stati trascinati su una vicina collina assolata della bādiya (steppa) per essere torturati.
Il loro riscatto e il loro affrancamento permise a entrambi di praticare liberamente la loro fede, senza più correre rischi e pericoli.
Fu uno degli eroi nel corso della Battaglia di Badr. Ebbe anche il comando di altre unità nel corso delle varie guerre impegnate dal primissimo Islam.

## Durante il Califfato di Abū Bakr
Pur non esprimendo la sua bayʿa nei confronti di Abū Bakr, ʿAmmār perse un orecchio durante la guerra della ridda, combattendo contro i politeisti nella battaglia della Yamama (632), comandati dal "falso profeta" Musaylima ibn Habib.

## Durante il Califfato ʿUmar
ʿUmar nominò ʿAmmār Wali di Kūfa.

## Sua lealtà ad ʿAlī
ʿAmmār ibn Yāsir è famoso per la sua lealtà nei confronti di ʿAlī.

## Morte
Cadde ucciso da un gruppo di seguaci di Muʿāwiya nella Battaglia di Siffin (657). I suoi uccisori furono Ibn Hawwa Esaksaki e Abu al-Adiya. La sua tomba è conservata nella città di al-Raqqa (Siria), dove si trova anche quella di Hāshim b. ʿUtba, anch'egli caduto in occasione della medesima battaglia.
Suo figlio Muhammad è stato uno dei più apprezzati studiosi di ḥadīth